# (6509) Giovannipratesi
(6509) Giovannipratesi es un asteroide que forma parte del cinturón de asteroides y fue descubierto por Henri Debehogne y Giovanni de Sanctis desde el Observatorio de La Silla, Chile, el 12 de febrero de 1983.

## Designación y nombre
Giovannipratesi fue designado inicialmente como 1983 CQ3. Fue nombrado por Giovanni Pratesi (n. 1963) quien es mineralogista y especialista en meteoritos y rocas de impacto. Es director del Museo de Historia Natural de la Universidad de Florencia y fue fundador y director del Museo de Ciencias Planetarias de Prato hasta 2012. Reconoció y clasificó dos meteoritos marcianos.

## Características orbitales
Giovannipratesi orbita a una distancia media del Sol de 2,790 ua, pudiendo acercarse hasta 2,125 ua y alejarse hasta 3,456 ua. Tiene una inclinación orbital de 6,392 grados y una excentricidad de 0,239. Emplea en completar una órbita alrededor del Sol 1702,53 días.
Pertenece a la familia de asteroides de (668) Dora.

## Características físicas
La magnitud absoluta de Giovannipratesi es 12,94. Tiene 15,004 km de diámetro y su albedo se estima en 0,072.